# Lars Eller
Lars Fosgaard Eller (* 8. května 1989 v Rødovre) je dánský hokejový útočník v současné době působící v zámořské NHL, kde nastupuje za tým Washington Capitals.

## Hráčská kariéra

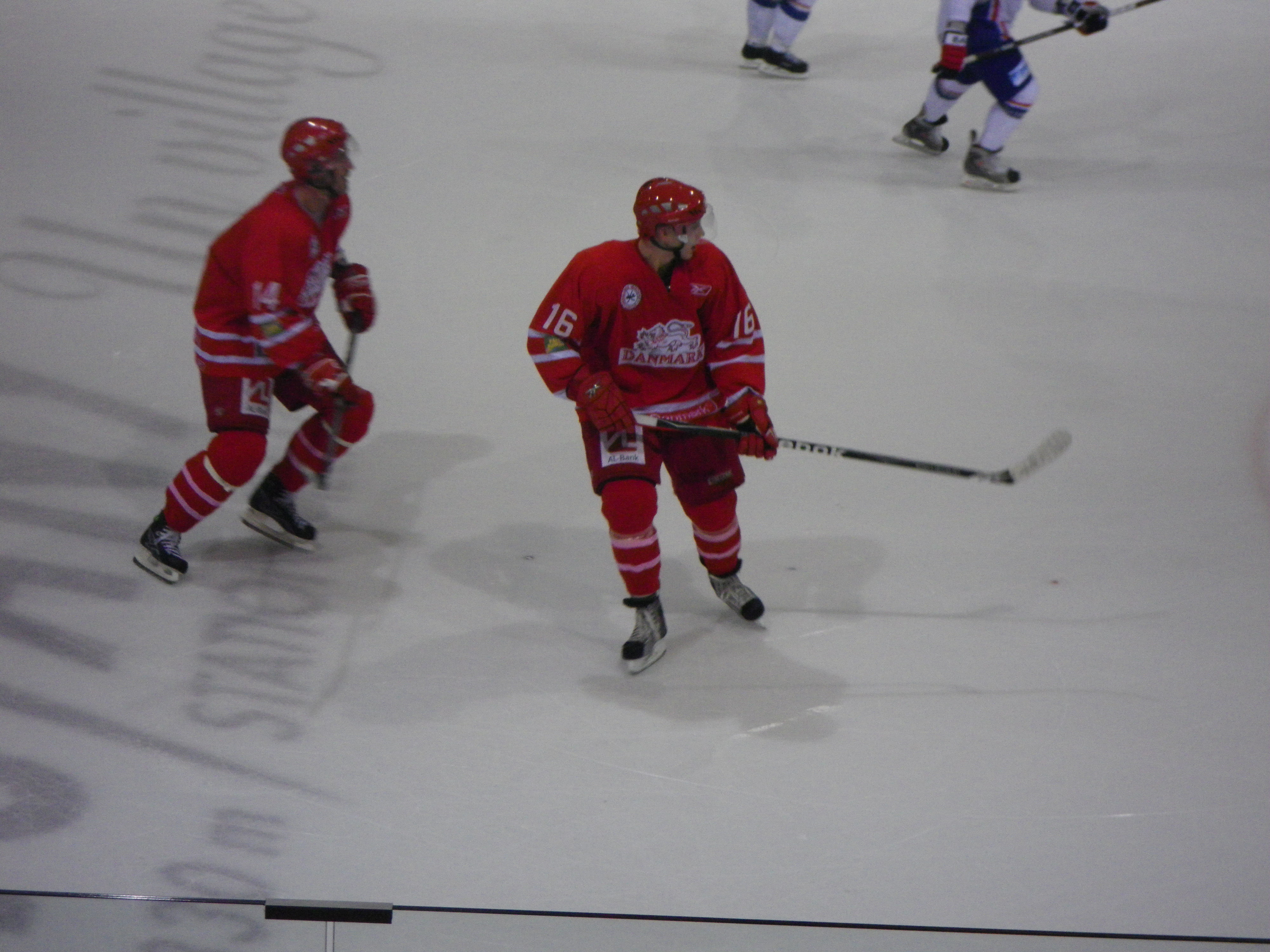
Lars Eller v dresu dánského teamu

Hokejovou kariéru začínal v rodném městě za tým Rødovre Mighty Bulls, ve kterém působil až do roku 2005. Za mateřský tým odehrál jeden zápas za seniorský A-tým, ve kterém jako patnáctiletý vstřelil tři branky a na jednu nahrál. Později dostal smlouvu se švédským klubem Frölunda HC. V klubu začínal v mládežnické kategorii. Ročník 2006/07 zaznamenal úspěch v juniorské lize SuperElit, stal se nejlepším střelcem a nejproduktivnějším hráčem. Tím dokonce pomohl vyhrát s týmem celou soutěž SuperElit a v kategorii do 18 let získal s týmem stříbrné medaile. V následujícím ročníku debutoval v nejvyšší seniorské soutěži Elitserien. Celkem odehrál 21 zápasů, ve kterých nastřádal tři asistence. V sezoně odehrál 19 zápasů v nižší domácí soutěži HockeyAllsvenskan za klub Borås HC. V sezóně 2008-09 byl již kmenovým hráčem Frölundy a zvýšil svou produktivitu, 33 bodů nastřádal za 58 zápasů.
V roce 2007 byl vybrán v draftu NHL hned v prvním kole, zvolen byl ze třináctého místa týmem St. Louis Blues. Začátky v zámoří hrával na jejich farmě v Peoria Rivermen. 5. listopadu 2009 debutoval za Blues v National Hockey League, v zápase proti Calgary Flames dokonce vstřelil svůj první gól. V organizaci St. Louis Blues se stal prvním dánským hráčem, který odehrál zápas za tým. Ale většinu sezóny strávil na jejich farmě v American Hockey League. V AHL nastřílel 18 gólů a nastřádal 39 asistencí za 70 zápasů a byl zvolen do All-Rookie týmu. Kromě toho se zúčastnil All-Star Game. V červnu 2010 byl společně se spoluhráčem Ianem Schultzem výměněn za Jaroslava Haláka do Montreal Canadiens.  V Montrealu se hned zapracoval do základní sestavy a hrál pravidelně za tým. Taktéž pro Montreal Canadiens se stal prvním dánským hráčem, který odehrál zápas za tým. Během zkrácené výluky v NHL 2012/2013, odehrál patnáct zápasů za finský klub JYP Jyväskylä hrající domácí nejvyšší soutěž SM-liiga. Za patnáct zápasů posbíral patnáct kanadských bodů.
V červnu 2016 byl vyměněn do klubu Washington Capitals za druhá kola draftu v roce 2017 a 2018. 

## Rodina
Jeho otec Olaf Eller je bývalý dánský hokejista a reprezentant, momentálně se věnuje trenérství. Naposled vedl dánský klub Rungsted Seier Capital (2015/16). Taktéž je komentátor pro dánskou televizní stanici TV 2 Sport, ve které komentuje zápasy pro mistrovství světa IIHF a občas zápasy v soutěži Metal Ligaen. Jeho mladší bratr Mads Eller (narozený 25. června 1995), je dánský hokejový útočník v současné době hraje v zámoří. Stejně jako jeho bratr Lars, odešel v mládí do švédského klubu Frölunda HC a taktéž reprezentoval svou zemi v mládežnických kategoriích. V roce 2015 v turnaji Mistrovství světa juniorů v ledním hokeji byl zvolen alternativním hráčem. Jejich nevlastní bratr Michael Smidt je již hokejový útočník, který 5x reprezentoval dánský národní tým v mistrovství světa. Převážnou část své kariéry odehrál za klub Rødovre Mighty Bulls, posledních šest sezon vedl mužstvo jako kapitán. Kariéru ukončil v roce 2014. Lars Eller a jeho žena Julie mají společně jednu dceru.

## Ocenění a úspěchy
- 2007 SE-20 - Nejlepší nahrávač
- 2007 SE-20 - Nejproduktivnější hráč
- 2007 SE-20 - Nejproduktivnější hráč jako cizinec
- 2007 MS-18 D1-B - Nejlepší nahrávač
- 2007 MSJ D1-A - Nejlepší hráč v pobytu na ledě +/-
- 2008 MSJ - Nejtrestanější hráč
- 2009 SEL - Nejlepší střelec jako nováček
- 2009 SEL - Nejproduktivnější hráč jako nováček
- 2010 AHL - All-Rookie Team
- 2010 AHL - All-Star Game

## Prvenství
- Debut v NHL - 5. listopadu 2009 (St. Louis Blues proti Calgary Flames)
- První gól v NHL 5. listopadu 2009 (St. Louis Blues proti Calgary Flames, finskému brankáři Miikka Kiprusoff)
- První asistence v NHL 25. října 2010 (St. Louis Blues proti Phoenix Coyotes)

## Klubové statistiky
| Sezóna      | Klub                    | Soutěž      |       | Základní část | Základní část | Základní část | Základní část | Základní část |    | Play off | Play off | Play off | Play off | Play off |
| Sezóna      | Klub                    | Soutěž      | Z     | G             | A             | B             | TM            | Z             | G  | A        | B        | TM       |          |          |
| 2004–05     | Rødovre Mighty Bulls 19 | U19         | 28    | 21            | 26            | 47            | 20            | —             | —  | —        | —        | —        |          |          |
| 2004–05     | Rødovre SIK             | DEN-2       | 1     | 3             | 1             | 4             | 0             | —             | —  | —        | —        | —        |          |          |
| 2005–06     | Frölunda HC 20          | SE-20       | 36    | 7             | 7             | 14            | 6             | 2             | 0  | 0        | 0        | 0        |          |          |
| 2006–07     | Frölunda HC 20          | SE-20       | 39    | 18            | 37            | 55            | 58            | 8             | 4  | 1        | 5        | 24       |          |          |
| 2007–08     | Frölunda HC 20          | SE-20       | 9     | 4             | 4             | 8             | 10            | 7             | 5  | 6        | 11       | 14       |          |          |
| 2007-08     | Borås HC                | HAll        | 19    | 2             | 6             | 8             | 8             | —             | —  | —        | —        | —        |          |          |
| 2007–08     | Frölunda HC             | SEL         | 14    | 0             | 2             | 2             | 4             | 7             | 0  | 1        | 1        | 2        |          |          |
| 2008–09     | Frölunda HC             | SEL         | 48    | 12            | 17            | 29            | 28            | 10            | 3  | 1        | 4        | 12       |          |          |
| 2009–10     | Peoria Rivermen         | AHL         | 70    | 18            | 39            | 57            | 84            | —             | —  | —        | —        | —        |          |          |
| 2009–10     | St. Louis Blues         | NHL         | 7     | 2             | 0             | 2             | 4             | —             | —  | —        | —        | —        |          |          |
| 2010–11     | Montreal Canadiens      | NHL         | 77    | 7             | 10            | 17            | 48            | 7             | 0  | 2        | 2        | 4        |          |          |
| 2011–12     | Montreal Canadiens      | NHL         | 79    | 16            | 12            | 28            | 66            | —             | —  | —        | —        | —        |          |          |
| 2012–13     | JYP                     | SM-l        | 15    | 5             | 10            | 15            | 18            | —             | —  | —        | —        | —        |          |          |
| 2012–13     | Montreal Canadiens      | NHL         | 46    | 8             | 22            | 30            | 45            | 1             | 0  | 0        | 0        | 0        |          |          |
| 2013–14     | Montreal Canadiens      | NHL         | 77    | 12            | 14            | 26            | 68            | 17            | 5  | 8        | 13       | 18       |          |          |
| 2014–15     | Montreal Canadiens      | NHL         | 77    | 15            | 12            | 27            | 42            | 12            | 1  | 2        | 3        | 4        |          |          |
| 2015–16     | Montreal Canadiens      | NHL         | 79    | 13            | 13            | 26            | 28            | —             | —  | —        | —        | —        |          |          |
| 2016–17     | Washington Capitals     | NHL         | 81    | 12            | 13            | 25            | 36            | 13            | 0  | 5        | 5        | 10       |          |          |
| 2017–18     | Washington Capitals     | NHL         | 81    | 18            | 20            | 38            | 38            | 24            | 7  | 11       | 18       | 18       |          |          |
| 2018–19     | Washington Capitals     | NHL         | 81    | 13            | 23            | 36            | 37            | 7             | 1  | 2        | 3        | 2        |          |          |
| 2019–20     | Washington Capitals     | NHL         | 69    | 16            | 23            | 39            | 48            | 5             | 0  | 1        | 1        | 2        |          |          |
| 2020–21     | Washington Capitals     | NHL         | 44    | 8             | 15            | 23            | 21            | 4             | 0  | 1        | 1        | 0        |          |          |
| 2021–22     | Washington Capitals     | NHL         | 72    | 13            | 18            | 31            | 40            | 6             | 1  | 2        | 3        | 0        |          |          |
| 2022–23     | Washington Capitals     | NHL         | 60    | 7             | 9             | 16            | 36            | —             | —  | —        | —        | —        |          |          |
| 2022–23     | Colorado Avalanche      | NHL         | 24    | 3             | 4             | 7             | 10            | 7             | 0  | 0        | 0        | 0        |          |          |
| 2023–24     | Pittsburgh Penguins     | NHL         | 82    | 15            | 16            | 31            | 32            | —             | —  | —        | —        | —        |          |          |
| 2024–25     | Pittsburgh Penguins     | NHL         | 17    | 4             | 3             | 7             | 10            | —             | —  | —        | —        | —        |          |          |
| 2024–25     | Washington Capitals     | NHL         | 63    | 6             | 9             | 15            | 26            | 9             | 0  | 1        | 1        | 2        |          |          |
| NHL celkově | NHL celkově             | NHL celkově | 1,116 | 188           | 236           | 424           | 635           | 112           | 15 | 35       | 50       | 60       |          |          |

## Reprezentace
| Rok                    | Tým                    | Soutěž                 | Z  | G  | A  | B  | TM |
| ---------------------- | ---------------------- | ---------------------- | -- | -- | -- | -- | -- |
| 2006                   | Dánsko 18              | MS-18-D1               | 5  | 5  | 5  | 10 | 8  |
| 2007                   | Dánsko 20              | MSJ-D1                 | 5  | 2  | 5  | 7  | 16 |
| 2007                   | Dánsko 18              | MS-18                  | 5  | 3  | 7  | 10 | 6  |
| 2008                   | Dánsko 20              | MSJ                    | 6  | 3  | 3  | 6  | 37 |
| 2008                   | Dánsko                 | MS                     | 6  | 0  | 2  | 2  | 0  |
| 2009                   | Dánsko 20              | MSJ-D1                 | 5  | 3  | 3  | 6  | 20 |
| 2010                   | Dánsko                 | MS                     | 7  | 2  | 3  | 5  | 8  |
| 2012                   | Dánsko                 | MS                     | 7  | 3  | 2  | 5  | 14 |
| 2016                   | Dánsko                 | MS                     | 8  | 1  | 5  | 6  | 12 |
| 2012                   | Dánsko                 | MS                     | 3  | 2  | 3  | 5  | 6  |
| 2016                   | Dánsko                 | MS                     | 8  | 1  | 5  | 6  | 12 |
| 2019                   | Dánsko                 | MS                     | 3  | 2  | 3  | 5  | 6  |
| Juniorská reprezentace | Juniorská reprezentace | Juniorská reprezentace | 26 | 16 | 23 | 39 | 87 |
| Seniorská reprezentace | Seniorská reprezentace | Seniorská reprezentace | 34 | 9  | 16 | 25 | 48 |